# Дикий Андрій Арсентійович
Андрій Арсентійович Ди́кий (1 січня 1931, Голубівка — 2020) — український скульптор; член Спілки радянських художників України з 1970 року.

## Біографія
Народився 1 січня 1931 року в селі Голубівці (нині Новомосковський район Дніпропетровської області, Україна). 1952 року закінчив Дніпропетровське художнє училище; у 1958 році — Харківський художній інститут, де навчався у Григорія Бондаренка, Ірини Мельгунової, Миколи Рябініна.
Працював у Запорізькому товаристві художників/Запорізькому відділенні художнього фонду УРСР. Мешкав у Запоріжжі в будинку на вулиці Щасливій, № 7, квартира № 39. Помер у 2020 році.

## Творчість
Працював у галузях станкової та монументальної скульптури. Серед робіт:
станкова скульптура
- «Кіноактор Арбо» (1953);
- «Колгоспниця» (1953);
- «Смачно» (1960);
- «Маля з книгою» (1960);
- «Голова сільради» (1961);
- «Цілинникам» (1962, у співавторстві);
- «Сталевар» (1963);
- «Повернувся» (1964);
- «Ранок» (1965);
- «Юність» (1966);
- «Героям підпілля» (1967);
- «Материнство» (1967);
- «Після походів» (1968);
- «Лев Толстой» (1969);
- «Лесь Курбас» (1970);
- «Материнство (Сонечко)» (1973);
- «Тарас Шевченко» (1973);
- «Іван Балюта» (1975);
- «Весна 1945 року» (1975);
- «О. Вінтер» (1977).

пам'ятники
- Першій Приморській раді у місті Приморську (1963, штучний камінь; у співавторстві з Володимиром В'ялим);
- Кремлівським курсантам у Запоріжжі (1980);
- Тарасу Шевченку у Запоріжжі (1990);
- Ю. Бісноватому (1993);
- А. Рунову (1993, чавун, граніт)[1];
- «Символ Запорозького козацтва» (2001);

барельєфи
- Миколи Лиходіда (2001);
- М. Залозного (2003).

Брав участь в обласних, республіканських та міжнародних мистецьких виставках з 1970 року. Персональна виставка відбулася у Запоріжжі у 1975 році.
Деякі роботи зберігаються у Запорізькому краєзнавчому музеї.